# Aeroportul Staniel Cay
Aeroportul Staniel Cay (IATA: TYM, ICAO: MYES) este un aeroport din Staniel Cay⁠(d), Bahamas ce deservește zona Staniel Cay⁠(d). A fost numit după zona deservită.
Situat la o altitudine de 2 m, aeroportul dispune de 1 pistă.

## Infrastructură

### Piste
Aeroportul dispune de o singură pistă. Pista are orientarea 16/34. 